# Музей греха
Музей Греха — медицинский музей в Тамбове, входящий в структуру учебно-исследовательского музейного комплекса Медицинского института Тамбовского государственного университета имени Г. Р. Державина. Работа музея направлена на пропаганду здорового образа жизни. Девиз музея: «Здесь мёртвые учат живых».
Журнал «РБК-Стиль» внёс музей в список «шести удивительных музеев России».

## История
Музей Греха был основан в 1977 году как уникальная коллекция фрагментов человеческих тел и органов, символизирующих людские грехи, сгубившие их хозяев. Создателем этой коллекции был патологоанатом Тамбовской 2-й городской больницы (имени Архиепископа Луки) Юрий Кириллович Щукин. За долгие годы практики он коллекционировал самые интересные случаи, и когда об этом странном хобби узнали его коллеги, они оказали ему помощь в создании музея, типа «Кунсткамеры».
После того как об его увлечении стало известно коллегам доктора, к пополнению начатого собрания приложили руку также многие другие сотрудники больниц и патологоанатомического бюро Тамбова. В этот момент для коллекции выделяется специальное помещение.
Официально для посетителей Музей Греха был открыт в День медицинского работника — 19 июня 2004 года. В 2011 году было принято решение передать фонды музея в Тамбовский государственный университет им. Г. Р. Державина и организовать на его базе учебный процесс студентов Медицинского института. После передачи музея в ведение Университета, он входит в структуру учебно-исследовательского музейного комплекса Медицинского института Тамбовского государственного университета Г. Р. Державина.
Коллекция патологоанатомических препаратов начала активно пополняться у Юрия Кирилловича с того момента, когда он начал преподавать в медицинском училище. Для этой своеобразной коллекции он отбирал трупные останки, наиболее ярко иллюстрирующие последствия пагубных человеческих пороков — пьянства, наркомании, курения, и так далее.